# كريمان
كريمان (18 ديسمبر 1936 - 12 سبتمبر 2023)، هي ممثلة مصرية.

## حياتها
ولدت في القاهرة، درست في مدرسة الليسية وعملت في برامج الأطفال مع بابا شارو عملت في مسرح مدرستها حيث قدمت «قيصر وكليوباترا» عملت في طفولتها في الإذاعة واشتركت في ركن الأطفال وأثنى عليها بابا شارو. عرفت بعزوفها عن الاختلاط بالوسط الفني ولم يعرف عنها سيرة خاصة حيث ابتعدت عن الأضواء دون سابق إنذار لمعت في دور البنت الشقية، وربما كان دورها في «بنات اليوم» من أبرز أدوارها رغم قصره، كما لعبت دور خطيبة مصطفى (إسماعيل ياسين) في فيلم الفانوس السحري ولعبت دور المهندسة عايدة زميلة المهندس حسين (صلاح ذو الفقار) في فيلم مراتي مدير عام وآخر أعمالها فيلم نورا.

## أعمالها الفنية

### الأفلام
- 1953: الحموات الفاتنات
- 1954: أمريكاني من طنطا
- 1955: موعد مع إبليس
- 1955: عرايس في المزاد
- 1955: خالي شغل
- 1956: بنات اليوم
- 1957: لواحظ
- 1957: علموني الحب
- 1957: تمر حنة
- 1957: السابحة في النار
- 1958: سامحني
- 1958: قلوب العذارى
- 1958: شباب اليوم
- 1958: جميلة
- 1958: الهاربة
- 1959: عفريت سمارة
- 1960: معا إلى الأبد
- 1960: شهر عسل بصل
- 1960: سكر هانم
- 1960: الفانوس السحري
- 1961: شاطئ الحب
- 1962: شهيدة الحب الإلهي
- 1962: الرجل الثعلب
- 1962: الحاقد
- 1966: مراتي مدير عام
- 1967: نورا

### المسرحيات
- 1960: عمتي فتافيت السكر
- 1960: منافق للإيجار
- 1961: عريس في علبة
- 1962: كناس في جاردن سيتي
- 1963: حركة واحدة أضيعك

## وصلات خارجية
- كريمان على موقع IMDb (الإنجليزية)
- كريمان على موقع قاعدة بيانات الأفلام العربية
- كريمان على موقع قاعدة بيانات الفيلم (الإنجليزية)